# Purpurlöpare
Purpurlöpare (Carabus violaceus) är en skalbagge i familjen jordlöpare (Carabidae). Ett annat namn på arten är violett jordlöpare.

## Beskrivning
Purpurlöparen har nästan släta täckvingar. Täckvingarnas och halssköldens kanter är violettglänsande. Arten saknar flygvingar, och är 18–32 mm lång. Larven är lång, upp till 37 mm, och har ett rödbrunt huvud.

## Utbredning
Arten finns i större delen av Europa utom Island och södra delen av Iberiska halvön, samt öserut genom Ryssland till Japan. 
Den förekommer i hela Sverige och hela Finland. I inget av länderna är den rödlistad, utan klassificerad som livskraftig i båda.

## Ekologi
Purpurlöparen förekommer i löv- bland- och barrskog, öppna gräsmarker, parker och trädgårdar samt häckar och ruderatmarker. 
Arten är ett nattaktivt rovdjur som springer ifatt sina byten, som till exempel sniglar och andra småkryp, bland annat viveln Otiorhynchus sulcatus. Denna senare art räknas som ett skadedjur på odlade växter. Även purpurlöparens larv är ett nattaktivt rovdjur. På dagtid kan man hitta både vuxna och larver under stenar, stockar, mossa och fuktiga trädgårdsbyggnader.
Larven övervintrar innan den förpuppar sig. Även de vuxna individerna kan övervintra.